# 指揮棒

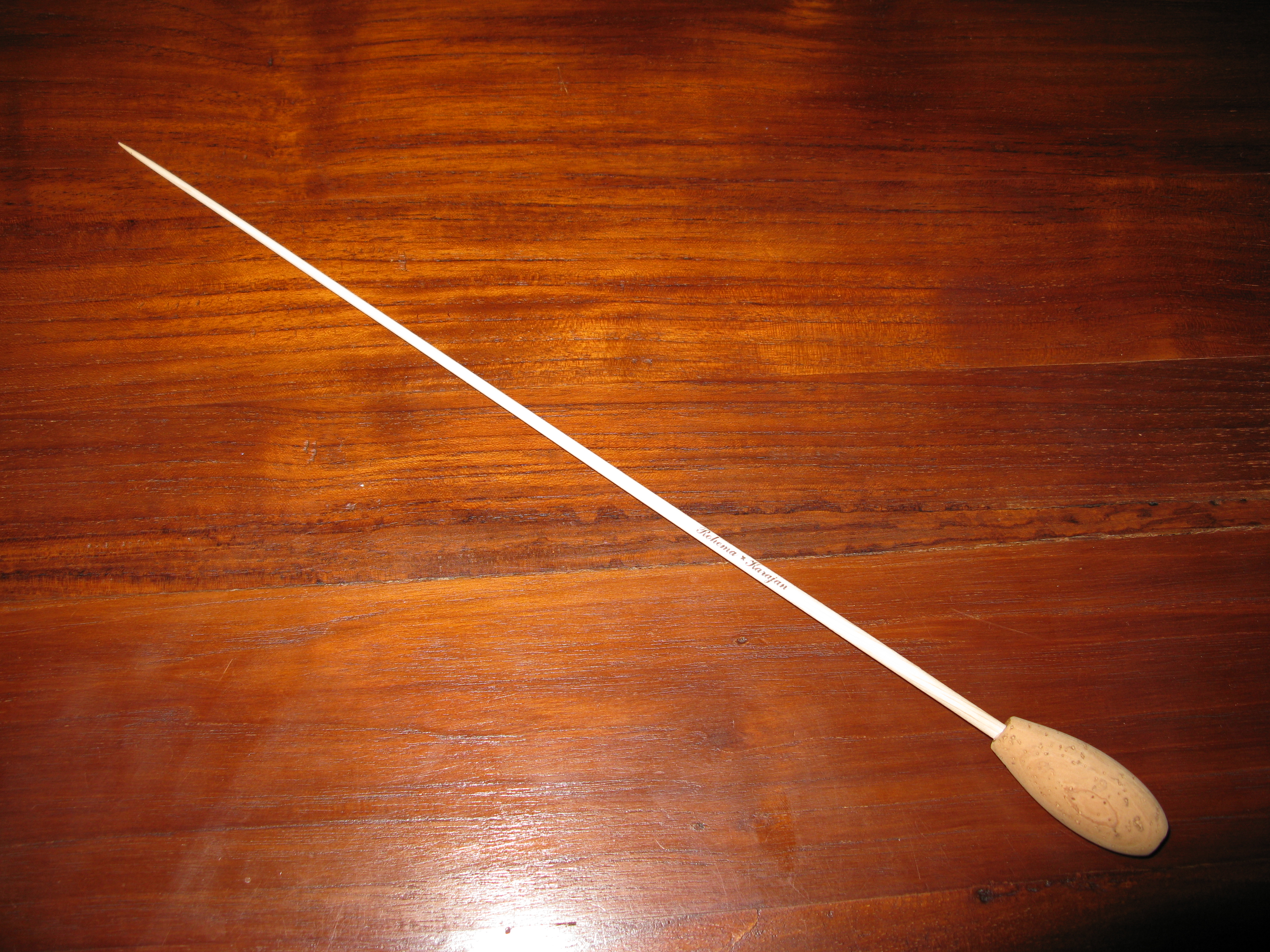
指揮棒

指揮棒（しきぼう）とは、指揮者が持つ棒のこと。

## 概要
指揮棒は、主に右手で持ち、腕の延長として拍をきざむ。指揮の小さな動きを大きな動きに変える道具である。
指揮の方法は、各拍子の図形（2拍子・3拍子・4拍子・6拍子等、各拍子にそれぞれ固有の振り方が存在する）を、指揮棒や手で空間に描いて示す。指揮棒は拍をきざむだけではなく、速度、強弱、アインザッツ、曲の表情など、演奏についての多くの事柄を指示するためにある。

## 歴史
バロック時代は、杖（指揮杖）を地面に打ちつけその音でテンポをとって指揮していた。ジャン＝バティスト・リュリが指揮杖で足を打ったのが原因で死んだという逸話がよく知られる。
史上初めて現代の指揮棒につながるものを用いて指揮をしたのは、19世紀初頭のカール・マリア・フォン・ウェーバーやルートヴィヒ・シュポアと言われている。当初、指揮棒は巻き紙が用いられ、後に魚の骨（メンデルスゾーンが愛用）や樹皮をはいでいないリンデンの枝（ベルリオーズが愛用）、その他指揮者の個人的趣味で、ブリリアンカットのダイヤモンド付きの指揮棒、カエデに純金と宝石をあしらった指揮棒などが登場した。
ベルリン・フィルハーモニー管弦楽団の2代目の指揮者として歴史上有名なアルトゥル・ニキシュ（1855年10月12日-1922年1月23日）は指揮棒の先が常に目の高さに来るように指揮し、奏者達の注視する先に己の目が来るようにしていた。カール・ベームも同様であった。また、シカゴ交響楽団の基礎を築いたフリッツ・ライナー（1888年12月19日-1963年11月15日）は、指揮棒をわざと小さくしかも下の見難い位置で振ることにより逆に団員の注意をひいた。カラヤンも短い指揮棒で小澤征爾に影響を与えたが、現在の小澤は ニコラウス・アーノンクールやヴァレリー・ゲルギエフ、ピエール・ブーレーズらと同様、棒なしで指揮をしている。
20世紀前半までは現在使われているものより長い指揮棒がよく使われた。ピエール・モントゥーやブルーノ・ワルターといった19世紀生まれの大指揮者の映像をみると、明らかに長い指揮棒を振っているのが分かる。現在はロシア系の指揮者：ユリ・アロノヴィッチやマクシム・ショスタコーヴィチなどが良く長い指揮棒で指揮している。四管編成以上の大編成やグランド・オペラの指揮の時に見やすいと言われている。

## 構造・素材等
- 本体部分は白色の塗色であることが多く、代表的な素材としては繊維強化プラスチック・木材などが使われる。
- 持ち手の部分は本体より太くなっていることがほとんどで、コルクなどを使って持ちやすいように、また滑りにくいように加工されていることが多い。エボニーや、純銀製のものもある。
- 後述のように指揮棒が刺さって怪我をしたりすることから、本来は折れやすい素材が好まれるようである（岩城宏之は、そのような安全上の理由から、折れにくいグラスファイバー製の指揮棒よりも、折れやすい木製の指揮棒を推奨している）。
- 長さは様々で、20cm強の短いものから、50cm前後の長いものまであるが、今日最も一般的な長さはおよそ30～40cmである。
- 握りの部分も、いろいろな形状があり、房状のスマートなものと、大きく膨らんだ「涙型」と呼称されるものに大別できる。

## 指揮杖

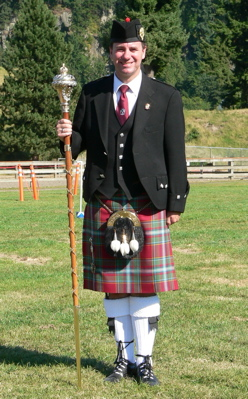
指揮杖を持つドラムメジャー

- マーチングなどでは、指揮棒の代わりに指揮杖が用いられる。通常の指揮棒と同様動かすことにより拍をきざむ以外に、指揮者（マーチングバンドではドラムメジャーと呼ばれる）の個人演技にも使用されることがある。

## その他
- 場合によっては、指揮棒（タクト）を用いずに指揮することもある。指揮の動きが小さくなり腕が疲れやすくなる反面、発音の表情をより豊かに表現することが出来るとされる。レオポルド・ストコフスキーは「1本の棒より10本の指の方が優れた音色を引き出せる」と常時指揮棒を用いなかったことで有名である。ヘルベルト・フォン・カラヤンやヴォルフガング・サヴァリッシュは合唱音楽のときにのみ指揮棒を使わなかった。
- 作曲家のジャン＝バティスト・リュリ（1632年11月28日-1687年3月22日 イタリア→フランス）は、1687年1月8日にルイ14世の病気快癒を祝うための『テ・デウム』指揮中、誤って指揮杖で自分の足を強打し、その傷による感染症（膿症）がもとで死去した。映画『王は踊る』でも指揮杖が足に刺さるシーンが再現されている。
- レナード・バーンスタインは演奏中に指揮棒をオケや聴衆に向かって飛ばした事がしばしばあった。
- ゲオルク・ショルティは、演奏中に指揮棒を額に突き刺し血を流した事が時々あった。
- 2004年10月23日には、NHK交響楽団の定期演奏会で、指揮を務めたウラディーミル・アシュケナージが演奏中に指揮棒が左手に突き刺さるというアクシデントが起こった。アシュケナージは、指揮棒の先から約5センチが手のひらに突き刺さった状態のまま取り出せなくなり、後半のプログラムからは指揮することができなかった。なお後半のプログラムであるチャイコフスキーの交響曲第4番はコンサートマスターのリードで無事に演奏された。
- 佐渡裕は、指揮棒をたまに折ってしまうことがある。読売日本交響楽団のカルメンを指揮した際は、開始2秒で指揮棒を折ってしまった。ちなみに、演奏会本番で指揮棒が折れることはまれである（ただし指揮棒そのものの素材が木材の場合、二つ折りにするように力を入れればすぐに折れるものである）。
- アルトゥーロ・トスカニーニは、短気な性格からか、コンサートマスターに怒った際、コンサートマスターの指に指揮棒を刺してしまい、裁判沙汰になったことがある。